# Martin Mystère
Martin Mystère é uma série de histórias em quadrinhos italiana criada em 1982 por Alfredo Castelli, roteirista italiano renomado de outras obras da Sergio Bonelli Editore, como Zagor e Mister No.
Em 2003, Martin Mystère recebeu uma adaptação para desenho animado intitulada Martin Mystery, produzida pelo estúdio francês Marathon.

## Enredo
Martin Mystère é um arqueólogo, cujas histórias apostam não no filão da aventura clássica, mas no filão da aventura mais culta, visto que cada número é rico em notícias e curiosidades históricas, geográficas, antropológicas e sociológicas.
Martin Mystère é um verdadeiro "tudólogo": é laureado em antropologia, fez diversas especializações (arqueologia, história da arte, cibernética) e é também um profundo conhecedor da chamada "cultura de folhetim". Martin adora deixar seus interlocutores espantados com sua sabedoria, mas é uma personagem que está longe de ser um pedante ou vaidoso acadêmico.
Por um certo período viveu em um monastério tibetano, onde aprendeu diversos segredos esotéricos e ganhou o místico "terceiro olho". Seus estudos e pesquisas seguem por caminhos costumeiramente esnobados e ridicularizados pela ciência oficial.

## Personagens
- Martin Mystère - protagonista
- Java, seu assistente neandertal
- Diana Lombard, noiva de Mystère e assistente social.

## Inimigos
- Sergej Orloff
- Os Homens de Negro

### Autores
- Alfredo Castelli

## No Brasil
Martin Mystère foi publicado no Brasil pelas Rio Gráfica Editora / Editora Globo, Editora Record (formato italiano) e Editora Mythos em formatinho entre 2002 e 2006, em 2018, a editora retorna a publicação da série no formato italiano.

### Rio Gráfica / Globo
Edições lançadas entre 1986 a 1988.
- Martin Mystère 01 - Os Homens de Negro
- Martin Mystère 02 - A Vingança de Rá
- Martin Mystère 03 - Operação Arca
- Martin Mystère 04 - A Estirpe Maldita
- Martin Mystère 05 - A Casa nos Confins do Mundo
- Martin Mystère 06 - Crime na Pré-história
- Martin Mystère 07 - O Homem que Descobriu a Europa
- Martin Mystère 08 - A Fonte da Juventude
- Martin Mystère 09 - O Guardião da Fonte da Vida
- Martin Mystère 10 - O Triângulo das Bermudas
- Martin Mystère 11 - A Caveira do Destino
- Martin Mystère 12 - À Sombra de Teotihuacan
- Martin Mystère 13 - O Espírito de Teotihuacan

### Editora Record
Edições lançadas entre 1990 e 1992.
- Martin Mystère 01 - Os Homens de Negro - A Vingança de Rá
- Martin Mystère 02 - Um Vampiro em Nova York
- Martin Mystère 03 - A Espada do Rei Arthur
- Martin Mystère 04 - A Cidade das Sombras Diáfanas
- Martin Mystère 05 - Contatos Imediatos
- Martin Mystère 06 - O Livro dos Arcanos
- Martin Mystère 07 - Horrenda Invasão
- Martin Mystère 08 - Abominável Criatura
- Martin Mystère 09 - A Volta dos Kundingas
- Martin Mystère 10 - A Cobra de Ouro
- Martin Mystère 11 - O Tesouro de Loch Ness
- Martin Mystère 12 - O Segredo da Grande Pirâmide
- Martin Mystère 13 - Agarthi!
- Martin Mystère 14 - Tempo Zero
- Martin Mystère 15 - O Sabá das Bruxas
- Martin Mystère 16 - A Mente que Mata
- Martin Mystère 17 - A Reencarnação de Annabel Lee
- Dylan Dog & Martin Mystère Especial 01 - Última Parada: Pesadelo!, jan/92

### Editora Mythos
Ediçôes lançadas entre 2002 e 2006
- Martin Mystère 001 - O Enigma do Livro de Toth, ago/02
- Martin Mystère 002 - O Crime de Martin Mystère / A Foice do Druida, set/02
- Martin Mystère 003 - A Noite do Homem-Lobo, out/02
- Martin Mystère 004 - A Esfera de Cristal, nov/02
- Martin Mystère 005 - O Homem da Terceira Visão, dez/02
- Martin Mystère 006 - O Segredo de Maria Madalena, jan/03
- Martin Mystère 007 - Recordações sem Fim, fev/03
- Martin Mystère 008 - Os Assassinos do Kung-Fu, mar/03
- Martin Mystère 009 - Sangue em Chinatown, abr/03
- Martin Mystère 010 - O Pesadelo de Martin Mystère, mai/03
- Martin Mystère 011 - Retorno a Lilliput, jun/03
- Martin Mystère 012 - O Castelo dos Horrores, jul/03
- Martin Mystère 013 - Frankenstein Moderno, ago/03
- Martin Mystère 014 - O Tesouro das Sete Cidades, set/03
- Martin Mystère 015 - A Pista de Nazca,out/03
- Martin Mystère 016 - Magia Africana, nov/03
- Martin Mystère 017 - O Vale Perdido, dez/03
- Martin Mystère 018 - A Seita dos Assassinos, jan/04
- Martin Mystère 019 - O Segredo dos Templários, fev/04
- Martin Mystère 020 - O Mistério da Sardenha, mar/04
- Martin Mystère 021 - Rapa Nui, abr/04
- Martin Mystère 022 - Guerra Permanente, mai/04
- Martin Mystère 023 - A Verdadeira História do Capitão Nemo, jun/04
- Martin Mystère 024 - Ameaça Abissal, jul/04
- Martin Mystère 025 - Nas Terras dos Dogons, ago/04
- Martin Mystère 026 - O Gênio do Mal, set/04
- Martin Mystère 027 - Operação Dorian Gray, out/04
- Martin Mystère 028 - As Máquinas Impossíveis, nov/04
- Martin Mystère 029 - Terror no Espaço, dez/04
- Martin Mystère 030 - A Torre de babel, jan/05
- Martin Mystère 031 - Tunguska! (Enigma Siberiano), fev/05
- Martin Mystère 032 - Morte na Neve, mar/05
- Martin Mystère 033 - O Príncipe das Trevas, abr/05
- Martin Mystère 034 - A Fonte da Juventude, mai/05
- Martin Mystère 035 - O Parque da Morte, jun/05
- Martin Mystère 036 - O Monstro de Aço, jul/05
- Martin Mystère 037 - O Senhor das Tempestades, ago/05
- Martin Mystère 038 - Aliança com o Inimigo / Fantasmas em Manhattan, set/05
- Martin Mystère 039 - Space Invaders, out/05
- Martin Mystère 040 - Caçada Humana, nov/05
- Martin Mystère 041 - Morte no Teatro, dez/05
- Martin Mystère 042 - A Piada Mortal, jan/06
- Seleção Tex e os Aventureiros 01 (Martin Mystère e outros) - Minas e Latinhas, fev/05
  - Edições lançadas a partir de 2018
- Martin Mystère 001 - Intriga em Pequim, mar/18[2]
- Martin Mystère 002 - O Exército de Terracota, abr/18
- Martin Mystère 003 - A Coisa de Outro Mundo, jul/18[3]
- Martin Mystère 004 - Necronomicon, ago/18[4]